# Bryllupsnatten (film fra 1924)
Bryllupsnatten (originaltitel A Sainted Devil) er en amerikansk stumfilm fra 1924 instrueret af Joseph Henabery.

## Medvirkende
- Rudolph Valentino som Don Alonzo Castro
- Nita Naldi som Carlotta
- Helena D'Algy som Julietta
- Dagmar Godowsky som Doña Florencia
- Jean Del Val som Casimiro
- Antonio D'Algy som Don Luis
- George Siegmann som El Tigre
- Rogers Lytton som Don Baltasar
- Isabel West som Doña Encarnación
- Louise Lagrange som Carmelita